# (3257) Hanzlík
(3257) Hanzlík est un astéroïde de la ceinture principale.

## Description
(3257) Hanzlík est un astéroïde de la ceinture principale. Il fut découvert le 15 avril 1982 à l'Observatoire Kleť par Antonín Mrkos. Il présente une orbite caractérisée par un demi-grand axe de 2,25 UA, une excentricité de 0,17 et une inclinaison de 5,6° par rapport à l'écliptique.

## Compléments